# August Krumholz
August Krumholz byl rakouský architekt, který působil v druhé polovině 19. století v rakouských zemích i v Čechách a na Moravě. Narodil se roku 1844 nebo 1845 v Kraňsku, zemřel po roce 1914.

## Život
O životě Augusta Krumholze se nepodařilo dohledat základní údaje jako místa a data narození a úmrtí. V únoru 1908 ale řada periodik popisuje jeho zatčení v Paříži. Při té příležitosti tisk uváděl i některé detailnější údaje z Krumholzova soukromého života:
Narodil se v Kraňsku v roce 1844 nebo 1845 (tisk ho v roce 1908 označuje jako třiašedesátiletého). Byl synem státního úředníka, který dosáhl hodnosti stavebního rady (Baurat). Byl popisován jako pohledný muž, který měl štěstí u dam (...bei den Damen sehr viel Glück hatte). Působil ve Vídni a v Salcburku. V první polovině 70. let 19. století studoval na Vídeňské akademii, mimo jiné u profesora Friedricha von Schmidt. Pro Vídeňskou světovou výstavu v roce 1873 navrhl ukázkovou školní budovu. Poté odjel na doporučení vlády na studijní cestu do Anglie a Francie, kde se seznamoval s tamními projekty škol.
Okolo roku 1893 se přestěhoval do Budapešti, kde založil dobře prosperující stavební kancelář, která dodávala i rakousko-uherské armádě. Byl členem Rakouského spolku inženýrů a architektů (Österreichischer Ingenieuren- und Architektenverein). Poté, co se později s rodinou odstěhoval do Vídně, byla jeho firma prohlášena za insolventní a přepsána na manželku (ve vídeňském adresáři je uváděn od roku 1903  do roku 1908). V době zatčení v Paříži, v roce 1908, žila jeho manželka v Linci.
Datum úmrtí nezjištěno, ale ještě 14. 6. 1914 je v tisku zmiňován.

## Špionážní aféra

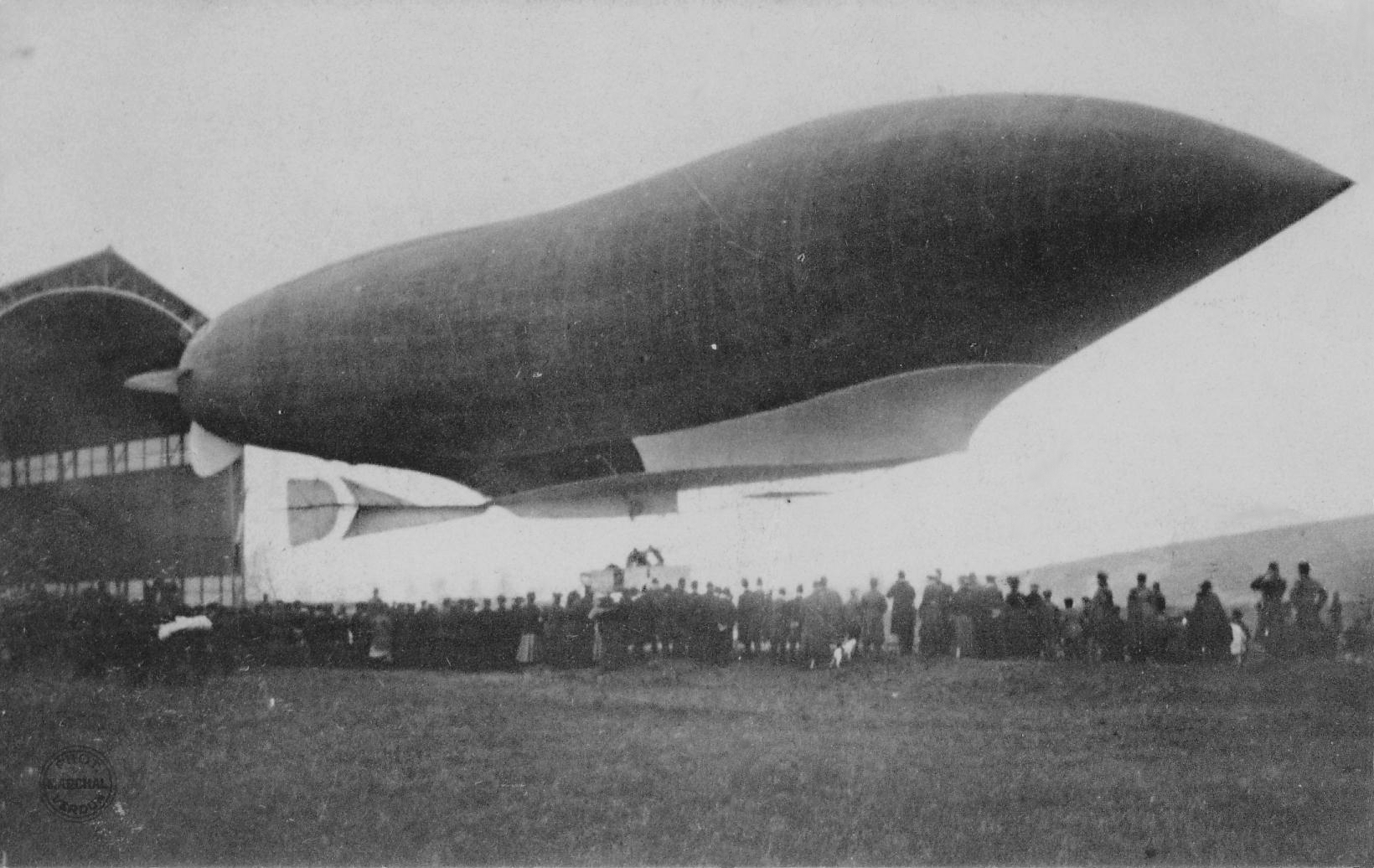
Vzducholoď Patrie, Verdun, listopad 1907

August Krumholz byl 18. února 1908 (tehdy ve věku asi 60 let) se svou třicetiletou milenkou Gertrudou Briegerovou zatčen v pařížském hotelu. U zatčených byla nalezena korespondence v němčině a různá aeronautická dokumentace, včetně plánů francouzské řiditelné vzducholodi Le Patrie. Bylo prokázáno, že se o řiditelnou vzducholoď zajímal již během pobytu v Maďarsku. Protože byl již tehdy v písemném styku s konstruktérem Julliotem, byl Krumholz podezřelý ze špionáže. Julliot namítal, že technické detaily vzducholodi Le Patrie jsou obecně známy, k výrobě je však nutná dlouholetá zkušenost.
Vyšetřování bylo uzavřeno 2. března 1908 a Krumholz byl z Francie vypovězen s tím, že bylo prokázáno, že Krumholz nabídnul tajemství řiditelné vzducholodi k prodeji cizí mocnosti.

## Dílo
- 1870–1874 – Bývalá reálná škola Komenium, Olomouc[9]
- 1873 – Österreichisches Musterschulhaus auf der Wiener Weltausstellung (Vzorová školní budova ze světové výstavy ve Vídni)[10]
- 1874–1875 – Lovecký zámeček pro Nikolause Dumbu, Liezen, Štýrsko, Rakousko[11]
- 1876 – novogotický oltář v římskokatolickém farním kostele, Fohnsdorf, Štýrsko, Rakousko
- 1876 – Vila Ludwiga Schneidera zvaná „Schlumberger Schlössl” či „Villa Weinfried”, Bad Vöslau, Dolní Rakousy, Rakousko[12]
- 1876 – Muzeum města Ústí nad Labem (původně škola s reprezentačním sálem města)[13]

Ve stejném roce zvítězil jeho projekt v soutěži na měšťanskou školu ve Vimperku.

## Spisy
- SCHWAB, Erasmus. Die österreichische Musterschule für Landgemeinden. Vídeň: Selbstverl. des Comités, 1873. 15 s. Dostupné online. (německy) - obsahuje dva výkresy vzorové školy od Augusta Krumholze

## Galerie

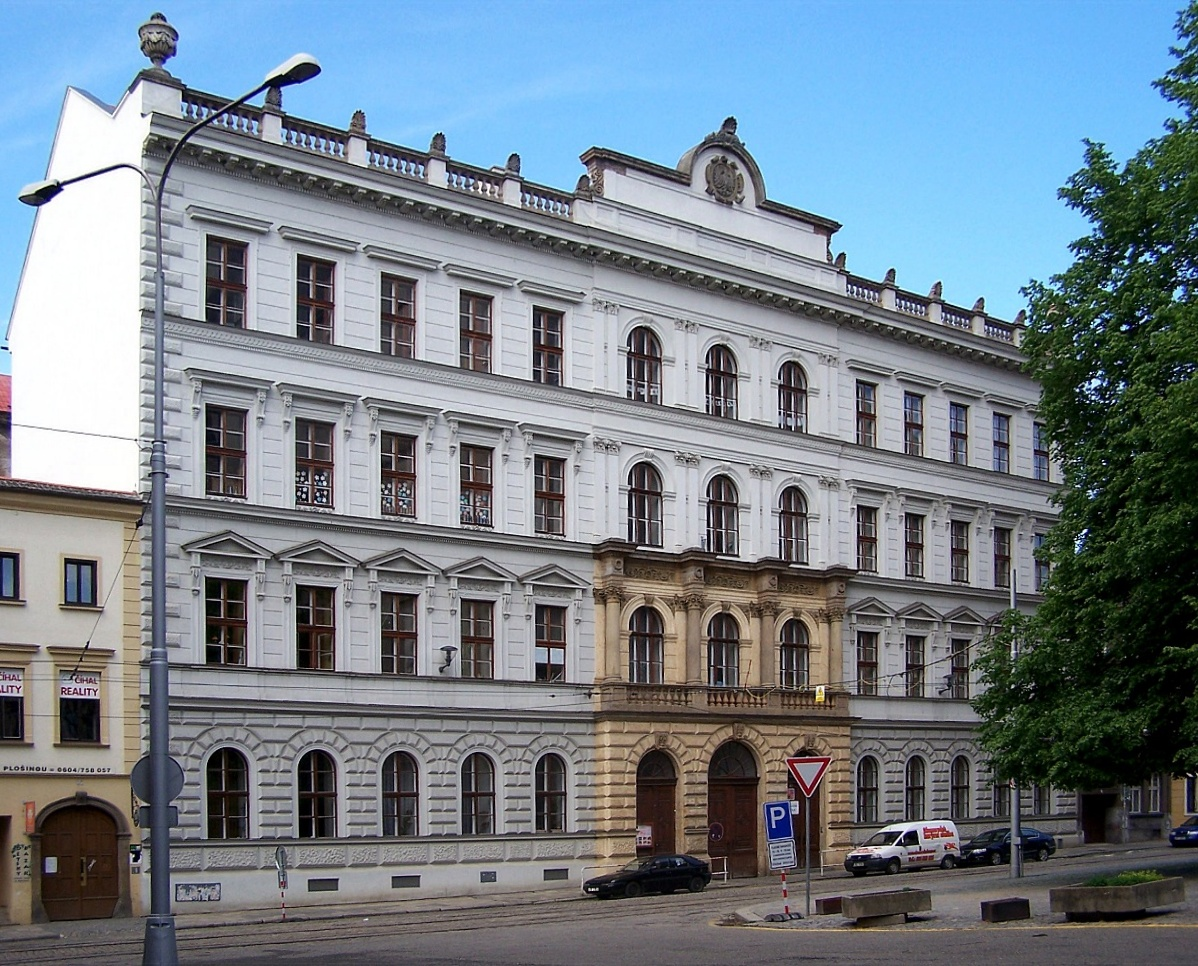
Olomouc, bývalá škola Komenium
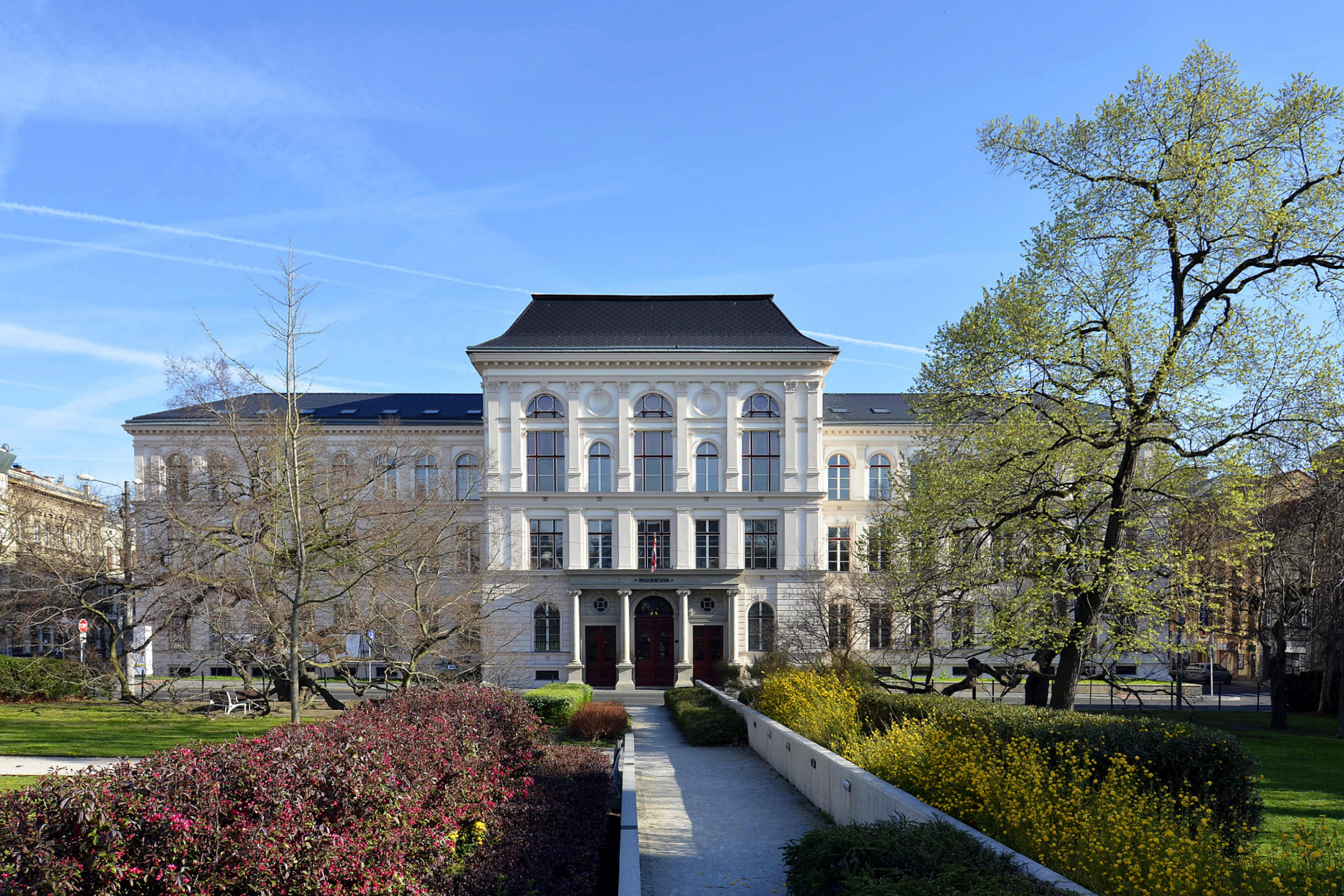
Muzeum města Ústí nad Labem